# Syndactylactis meridionalis
Syndactylactis meridionalis är en korallart som beskrevs av Eugène Leloup 1942. Syndactylactis meridionalis ingår i släktet Syndactylactis och familjen Cerianthidae. Inga underarter finns listade i Catalogue of Life.